# شهدطوطیک تاج‌آبی
شهدطوطیک تاج‌آبی (نام علمی: Vini australis)، که همچنین به نام‌های شهدطوطی تاج‌آبی، شهدطوطی کاکل آبی، شهدطوطی سلیمان یا شهدطوطی ساموایی نیز شناخته می‌شود، طوطی است که در سراسر جزایر لائو (فیجی)، تونگا، ساموآ، نیوئه و جزایر مجاور، از جمله: الوفی،  Fotuhaʻa, Fulago, Futuna , Haʻafeva, نیوافئو،  Moce, نیووی، اوفو-اولوسگا، اوفو-اولوسگا، ساموآ، ساوایی , تفاهی، تاو، توفوآ، تونگا،  Vaua, Tungu, جزیره واوائو و Voleva یافت می‌شود. این شهدطوطیک سبز ۱۹ سانتی‌متری دارای گلوی قرمز، تاج آبی، و لکه‌های شکمی سایه‌دار از قرمز در بالا تا بنفش در پایین است.